# 及崎森平
CANDY（キャンディ、1976年10月1日 - ）は日本のボーカリスト。旧芸名は及崎森平（のざき しんぺい）。叔父は歌手の友川カズキ。

## 来歴
- 2002年、ビーイングのバンドflowerのボーカルとしてメジャーデビュー。2004年解散。
- 2005年、杉元一生と共にCANDYMANを結成。4年の活動を経て2009年3月に解散。
- 2009年5月、新バンドNumberClubを結成。
- 2021年現在元anthemの大内MAD雅貴と2ピースバンドTha pino noirで活動中。

## ディスコグラフィー
flow-warとしての作品はflow-war#ディスコグラフィ、CANDYMANとしての作品はCANDYMAN (バンド)#作品を参照。